# لا للويلز

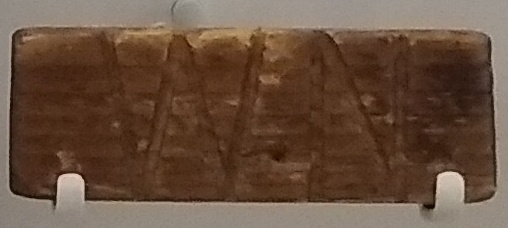
الويلزية ليست معروضة في متحف سانت فاجانس الوطني للتاريخ

لا للويلز أو  الويلزية عقدة ،  الويلزية العصا، أو الويلزية قيادة .كانت الويلز عنصرًا يستخدم في المدارس الويلزية في القرنين الثامن والتاسع عشر  والعشرين لوصم الأطفال ومعاقبتهم باستخدام لغة الويلزية.

## الاستخدام
«سعى لإجبار الأطفال على التحدث باللغة الإنجليزية عن طريق قطعة من الخشب. سيتم إغلاق الجناة بعد ساعات الدوام المدرسي.»
مقتطفات من دفتر السجل المدرسي Llansantffraid. 8 فبراير، 1870.
عادةً ما كانت «لا»(The Not) عبارة عن قطعة من الخشب أو مسطرة أو عصا، غالبًا ما كانت مكتوبة بأحرف "WN". أعطيت هذه «لا» إلى التلميذ الأول الذي يُسمع وهو يتحدث الويلزية وعندما تم سماع طفل آخر باستخدام اللغة الويلزية، تم أخذ كلمة «لا» من حاملها الحالي وتم تسليمها إلى آخر مذنب. وكل من كان يمتلك "The Not" تم تشجيعه على نقله إلى أي من زملائه الناطقين باللغة الويلزية من خلال إبلاغ المعلم بأنهم قد قبضوا على شخص آخر يتحدث الويلزية. حيث أن التلميذ الذي كان بحوزته «لا» يتعرض في نهاية اليوم لجلد أو لعقوبة أخرى (تشير بعض التقارير إلى أن العقوبة كانت تُدار في نهاية الأسبوع أو في نهاية كل درس).

### آثارها
كان تأثير «لا» هو وصم استخدام اللغة الويلزية بين الأطفال، وتوليد فكرة أن اللغة الإنجليزية، باعتبارها الوسيلة المفضلة للتعليم، هي لغة وفرصة للتقدم الأخلاقي.
على الرغم من أن هذه لم تكن سياسة حكومية رسمية أبدًا، إلا أن الممارسة والتغييرات الاجتماعية الأوسع نطاقًا في القرن التاسع عشر رأت أن العديد من المتحدثين باللغة الويلزية يعتبرون التحدث عن اللغة الويلزية عيبًا.

## التاريخ
""لا يمكن الحصول على الأطفال من عادة التحدث باللغة الويلزية ؛ فالمدرسة ككل متخلفة باللغة الإنجليزية."."

### الأصل
تم تسجيل استخدام "The Not"(العصا) في أوائل القرن الثامن عشر، وهناك دليل قوي على العديد من الحوادث في كل من المدارس الأنجليكانية وغير المطابقة في جميع أنحاء Carmarthen و Ceredigion و Meirionnydd ، وكان تُعرف باسم "cwstom"، والويلزية عصا أو الويلزية الرصاص إذا تم استخدام كتلة من الرصاص.

### التأثير الثقافي
"من بين الآثار الضارة الأخرى ، تبين أن هذه العادة تؤدي بالأطفال إلى زيارة منازل زملائهم المدرسيين بطريقة خلسة بهدف الكشف عن من يتحدثون الويلزية مع والديهم ، وينقلون إليهم العقوبة المستحقة لهم."
يبدو أن الاستخدام الأكثر شيوعًا للويلزية ليس في المدارس بل في العقود الأولى التي جاءت بعد نشر تقارير الحكومة لمفوضي التحقيق في حالة التعليم في ويلز في عام 1847 .
حيث أشارت التقارير إلى أن المدارس في ويلز كانت غير كافية، حيث يستخدم مدرسو اللغة الإنجليزية أحادية اللغة وكتب اللغة الإنجليزية في المناطق التي يتحدث فيها الأطفال الويلزية فقط. وخلص إلى أن الويلزية كعرق كانت «جاهلة» و «كسولة» و «غير أخلاقية»، وأن أحد الأسباب الرئيسية لذلك كان الاستخدام المستمر للغة الويلزية الشريرة
كان للتقارير تأثيرا كبير في ويلز، حيث أصبحت معروفة باسم Brad y Llyfrau Gleision (خيانة الكتب الزرقاء) بين المتحدثين باللغة الويلزية،  وتم دعم إزالة الويلزية كمسعى أخلاقي. من خلال ربط اللغة الويلزية بالمستويات التعليمية المتدنية والأخلاق الضعيفة، و  أبرز التقرير أيضًا الاستخدام الفعال لـ «الويلزية لا»، ورغم أنها لم تؤيد استخدامها رسميًا، إلا أنها شجعت هذه الطريقة كأداة فعالة للمعلمين في جميع أنحاء ويلز.

### استخدم لاحقا
كان الكلام عن الويلزية في المدرسة ممنوعًا تمامًا؛ أي صبي أو فتاة مذنبة بارتكاب الجرم أعطيت «الويلزية»، التي سلّمها  إلي الجاني التالي، الشخص المؤسف الذي حمل الويلزي «لا» في نهاية الجلسة المدرسية، أصبح كبش الفداء الذي تحمل عقوبة الخطايا للجميع. (كانت الأم، وهي طفلة حية، في حيازة متكررة للويلزية، ولكن لم يُسمح لها بدفع العقوبة؛ لطالما طلب ابن عم صبي شجاع من ذلك في الويلزية وأخذ العقوبة بنفسه. حكاية تجارب أمهات)، الكاتبة في الويلزية أوتلوك، مايو 1931.
حيث بدا أن استخدام «اللغة الويلزية» قد انخفض مع إدخال التعليم الإلزامي في العقود اللاحقة من القرن التاسع عشر. بعد أن تم استيعاب مجالس المدارس من قبل مجالس المقاطعات في أعقاب قانون الحكم المحلي لعام 1888، أصبح التعليم في ويلز هو المعيار في المدارس الابتدائية في المناطق الناطقة باللغة الويلزية. ومع ذلك، لا يزال يتم الإبلاغ عن حوادث «الويلزية لا»
يصف أوين مورجان إدواردز تجربته في مدرسة (Llanuwchllyn) في كتابه Clych Atgof.
أن سوزان جونز، عضوة البرلمان عن كلويد ساوث، ادعت في عام 2010 أن استخدام اللغة الويلزية، بما في ذلك الضرب بالعصا كعقاب، استمر في بعض المدارس في دائرتها الانتخابية حتى مؤخرًا في الثلاثينيات والأربعينيات".  وذكرت امرأة في قرية في ريكسهام مايلور أن الويلزية لم تكن قيد الاستخدام في مدرستها في 1940s.و في عام 2018، قيل إن جوين جيمس، الذي كان يعيش آنذاك في قرية أخرى في ريكسهام مايلور، ومتحدث باللغة الويلزية أحادية الطفل، وضع المجلس لوحة  حول رقبته في المدرسة في ثلاثينيات القرن العشرين لعدم استخدام اللغة الإنجليزية في الفصل الدراسي.